# Metro de Nàpols

Logotip del Metro de Nàpols

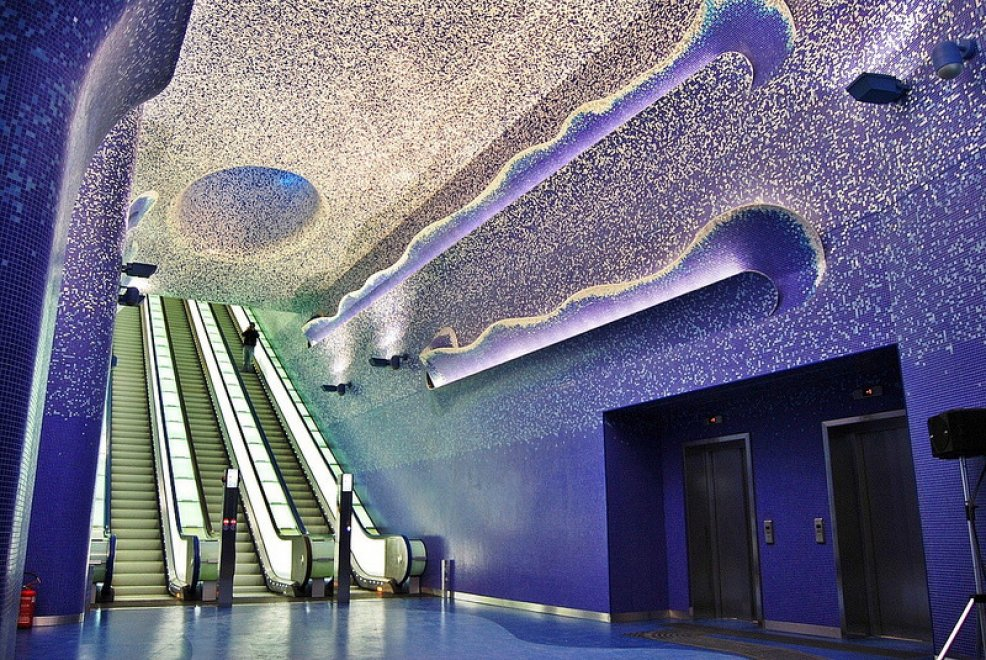
Estació Toledo.

El Metro de Nàpols (en italià Metropolitana di Napoli) és una xarxa de ferrocarril metropolità que dona servei a la ciutat italiana de Nàpols. Està compost per tres línies de metro (Línia 1, Línia 2 i Línia 11) i una de metro lleuger (Línia 6). L'operador de les línies 1 i 6 és ANM (Azienda Napoletana Mobilità), una societat pública de l'Ajuntament de Nàpols que gestiona el transport públic a la ciutat. L'operador de la línia 2 és Trenitalia.
Les quatre línies, juntament amb 4 ferrocarrils urbans, 8 ferrocarrils extraurbans, 4 funiculars, 3 línies tramviàries, 7 línies de troleibusos i més de 200 línies d'autobusos, constitueixen un conglomerat de transports integrats, coordinat per la Regió Campània a través de l' Agenzia Campana per la Mobilità Sostenibile. La integració tarifària, una de les més extenses d'Itàlia, està gestionada pel Consorzi UnicoCampania .

## Història
Nàpols va ser la primera ciutat italiana que va disposar d'un ferrocarril, la línia Nàpols-Portici, inaugurada el 3 d'octubre de 1839. El 1889 va ser inaugurada la Ferròvia Cumana, ferrocarril en part subterrani, i el 1890 la Circumvesuviana. El 1925 va ser inaugurada la primera connexió ferroviària urbana d'Itàlia, coneguda com "Metropolitana FS ": Des del 1997 constitueix la Línia 2. El 1957 SEPSA, operador de la Ferròvia Cumana, va inaugurar la Ferròvia Circumflegrea .
Als anys 1960 es va elaborar la construcció d'un cinquè funicular per connectar la Plaça Matteotti, situada al centre de la ciutat, amb la zona de Colli Aminei, als turons napolitans. No obstant això, el projecte va ser arraconat, i es va decidir construir un metro, denominat inicialment "metropolitana collinare" i després "Línia 1". Les obres es van iniciar el 22 de desembre del 1976: el 1993 va acabar el primer tram, Vanvitelli-Colli Aminei, el 1995 el tram del viaducte Colli Aminei-Piscinola i el 2001 el tram Vanvitelli-Dante. El 2011 es va inaugurar l'estació Università, el 2012 l'estació Toledo i el 2013 l'estació Garibaldi. L'última estació inaugurada fins ara és Duomo (2021).
Al novembre del 2012 the Daily Telegraph va triar Toledo l'estació de metro més bella d'Europa, així com la CNN el febrer del 2014.

## Línies

Mapa.

| Línia | Tipus         | Terminals                         | Operador | Longitud | Estacions | Inauguració | Última extensió |
| ----- | ------------- | --------------------------------- | -------- | -------- | --------- | ----------- | --------------- |
| L1    | Metro         | Garibaldi - Piscinola-Scampia     | ANM      | 20,7 km  | 20        | 1993        | 2025            |
| L6    | Metro lleuger | Municipio - Mostra                | ANM      | 5,5 km   | 8         | 2007        | 2024            |
| L11   | Metro         | Piscinola-Scampia - Aversa Centro | EAV      | 10,2 km  | 4         | 2005        | 2009            |

### Línia 1
La Línia 1 també es coneix com Metrò dell'Arte, fent referència a les instal·lacions permanents d'art contemporani en nombroses estacions, o Collinare, ja que porta als barris dels turons de Nàpols (Vomero, Arenella i Colli Aminei).
Aquesta línia està constituïda per l'“anell central” del sistema metropolità napolità. Inaugurada el 1993 té 20,7 km de línia i 20 estacions:
Direcció Aversa Centro:
- Aversa Centro
- Aversa Ippodromo
- Giugliano
- Melito
- Mugnano

Direcció Centro Direzionale:
- Piscinola-Scampia
- Chiaiano
- Frullone
- Colli Aminei
- Policlinico
- Rione Alto
- Montedonzelli
- Medaglie d'Oro
- Vanvitelli
- Quattro Giornate
- Salvator Rosa
- Materdei
- Museo
- Dante
- Toledo
- Municipio-Porto di Napoli
- Università
- Duomo
- Garibaldi
- Centro Direzionale.

Mapa de la Línia 1.

A Garibaldi es realitza una connexió amb la Línia 2, la Circumvesuviana i l'Estació de Nàpols Central; a Centro Direzionale amb la Circumvesuviana; a Museo amb la Línia 2; a Vanvitelli amb els funiculars Centrale, Chiaia i Montesanto; a Piscinola amb la Línia Arcobaleno.
La Línia 1 està dotada de sis aparcaments dissuasius: Montedonzelli, Policlinico, Colli Aminei, Frullone, Chiaiano i Piscinola .

### Línia 6
La Línia 6 compta, per ara, amb 5,5 km de longitud i 8 estacions:
- Municipio
- Chiaia
- San Pasquale
- Arco Mirelli
- Mergellina
- Lala
- Augusto
- Mostra

Mapa de la Línia 6.

A Mostra es realitza una connexió amb la Línia 2 (estació Campi Flegrei) i amb la línia Cumana, mentre que a Mergellina hi ha una connexió directa amb la Línia 2 (estació Mergellina).
Va ser construïda parcialment el 1990 però, després d'efectuar unes proves amb el material mòbil, la línia va ser tancada i abandonada; només al final dels anys 90 hi va haver la idea de prolongar la línia fins al nucli antic de la ciutat i enllaçar-la a la Línia 1 a l'estació Municipi. Després d'unes obres de restauració de les estacions i la construcció de l'estació Mergellina, que encara faltava, la línia va ser inaugurada al gener del 2007, després de més de 17 anys des del començament de les obres. Els trens van ser retirats dels túnels el 2005 perquè fossin arreglats. Totes les estacions pertanyen al projecte “Estacions de l'Art”.

## Prolongacions futures
|  |

Al febrer del 2014 es van iniciar les obres per a un allargament de la Línia 1 des de la futura estació Capodichino Aeroporto de l'Aeroport de Nàpols-Capodichino (projectada per Richard Rogers) fins a Garibaldi, que inclou les estacions de Poggioreale (arquitecte: Mario Botta), Tribunale (Mario Botta) i Centre Direzionale (Benedetta Tagliabue). A més, actualment està en construcció la secció entre Piscinola i l'aeroport, amb les estacions Miano, Regina Margherita, Secondigliano i Di Vittorio, i l'estació Duomo (projecte de Massimiliano Fuksas), ubicada entre Garibaldi i Università. Així, es completarà l'anell de la línia, fins a 28 estacions i 25 km de llargada.
Les obres per a la prolongació de la Línia 6 fins a Municipi estan en fase de realització. Al final de les obres, la línia comptarà amb 8 estacions i 6,3 km de llargada. Està en fase d'estudi una ampliació des de Piazzale Tecchio al barri de Fuorigrotta fins a la "Città della Scienza" (Ciutat de la Ciència) al barri de Bagnoli, fins a assolir les 12 estacions i 11 km de llargada.

## Galeria de fotos

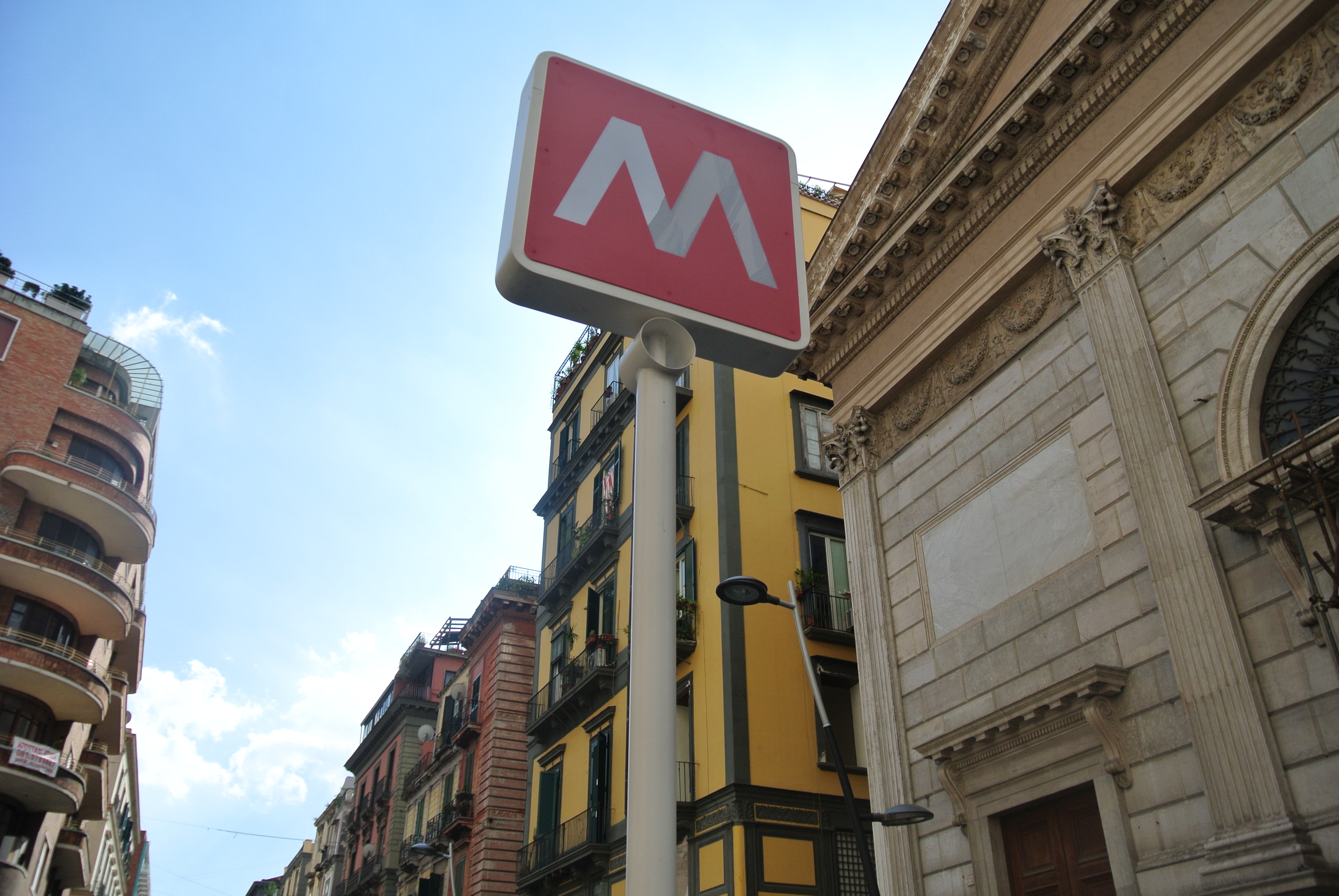
Logo
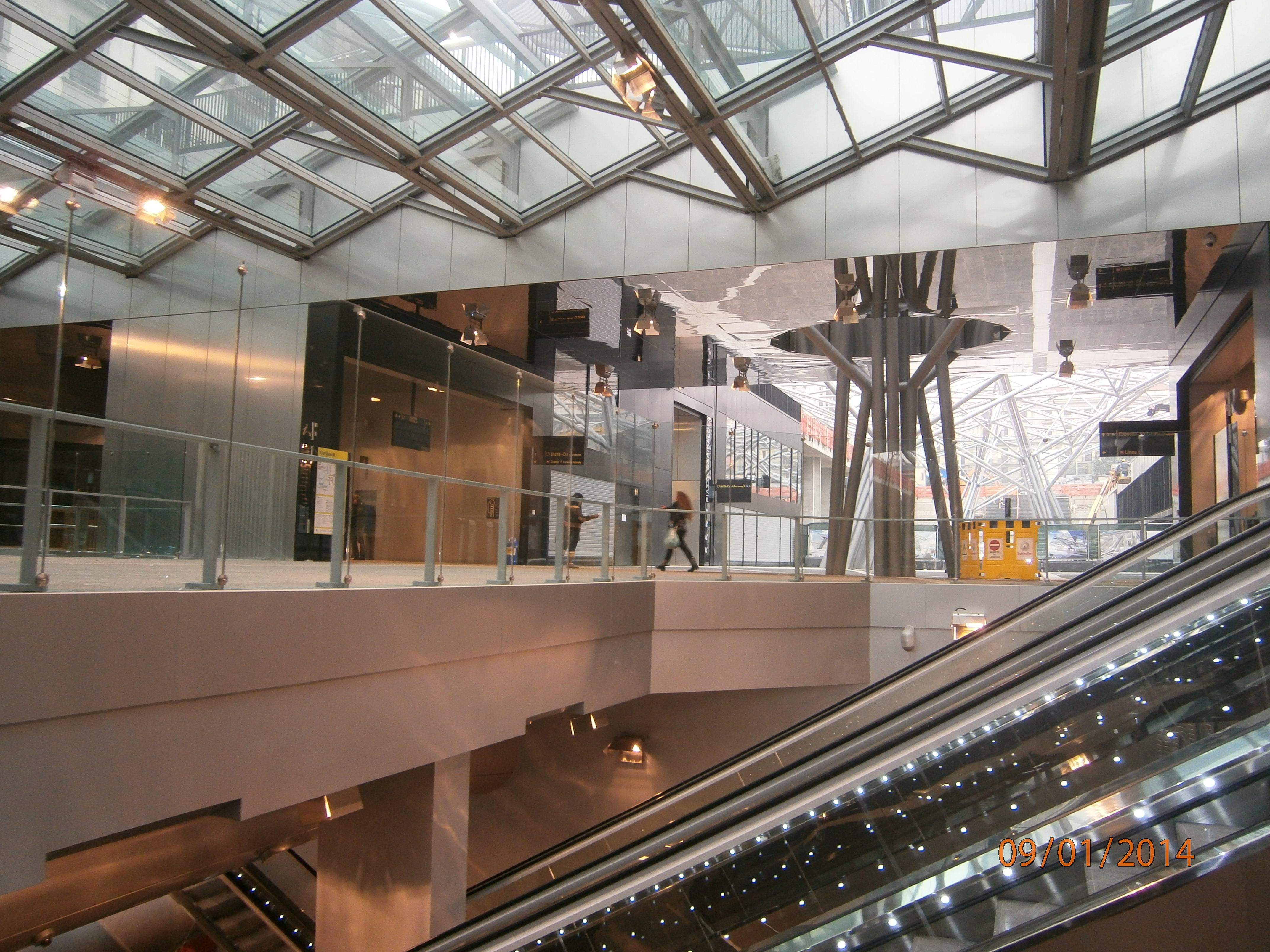
Garibaldi (L1)
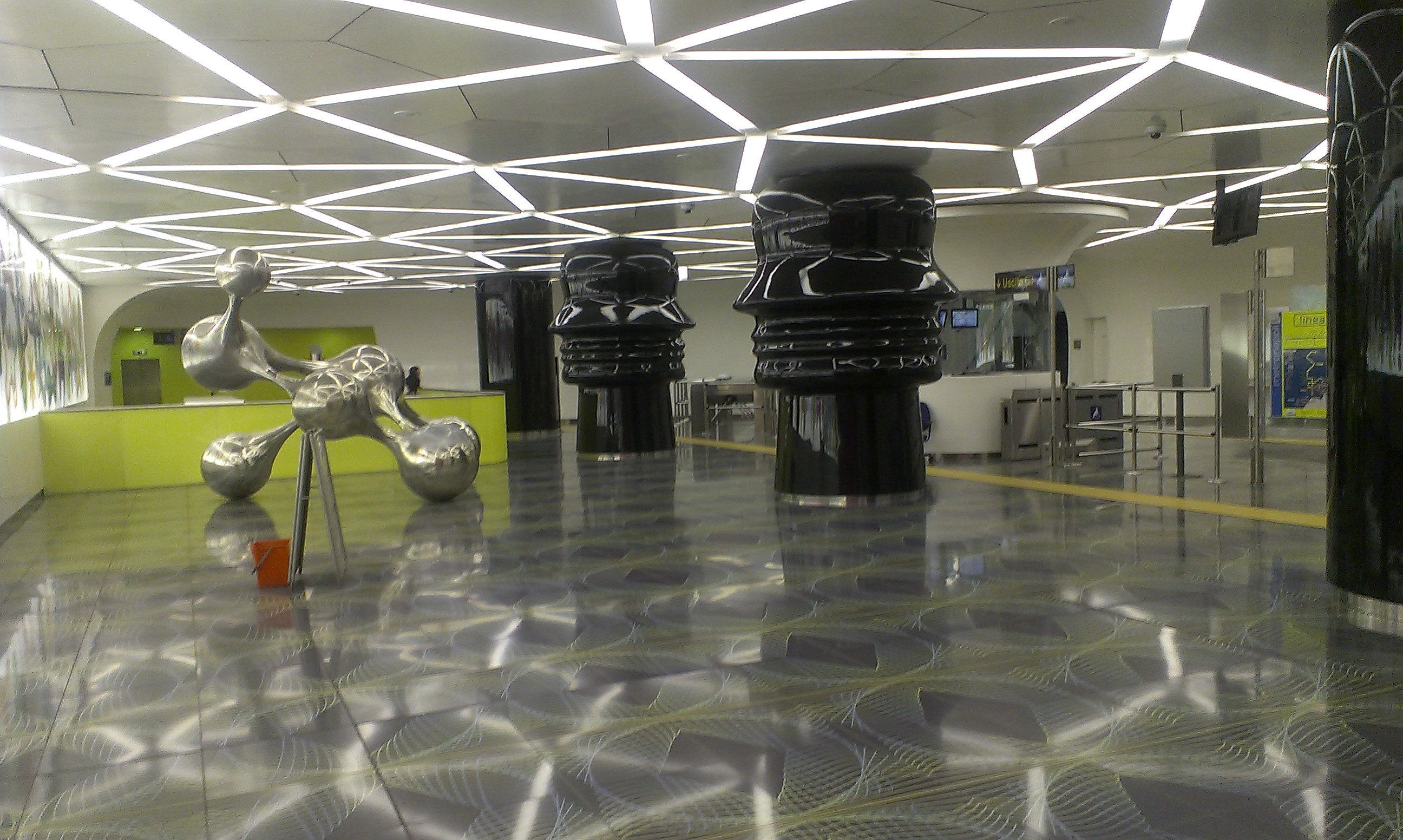
Università (L1)
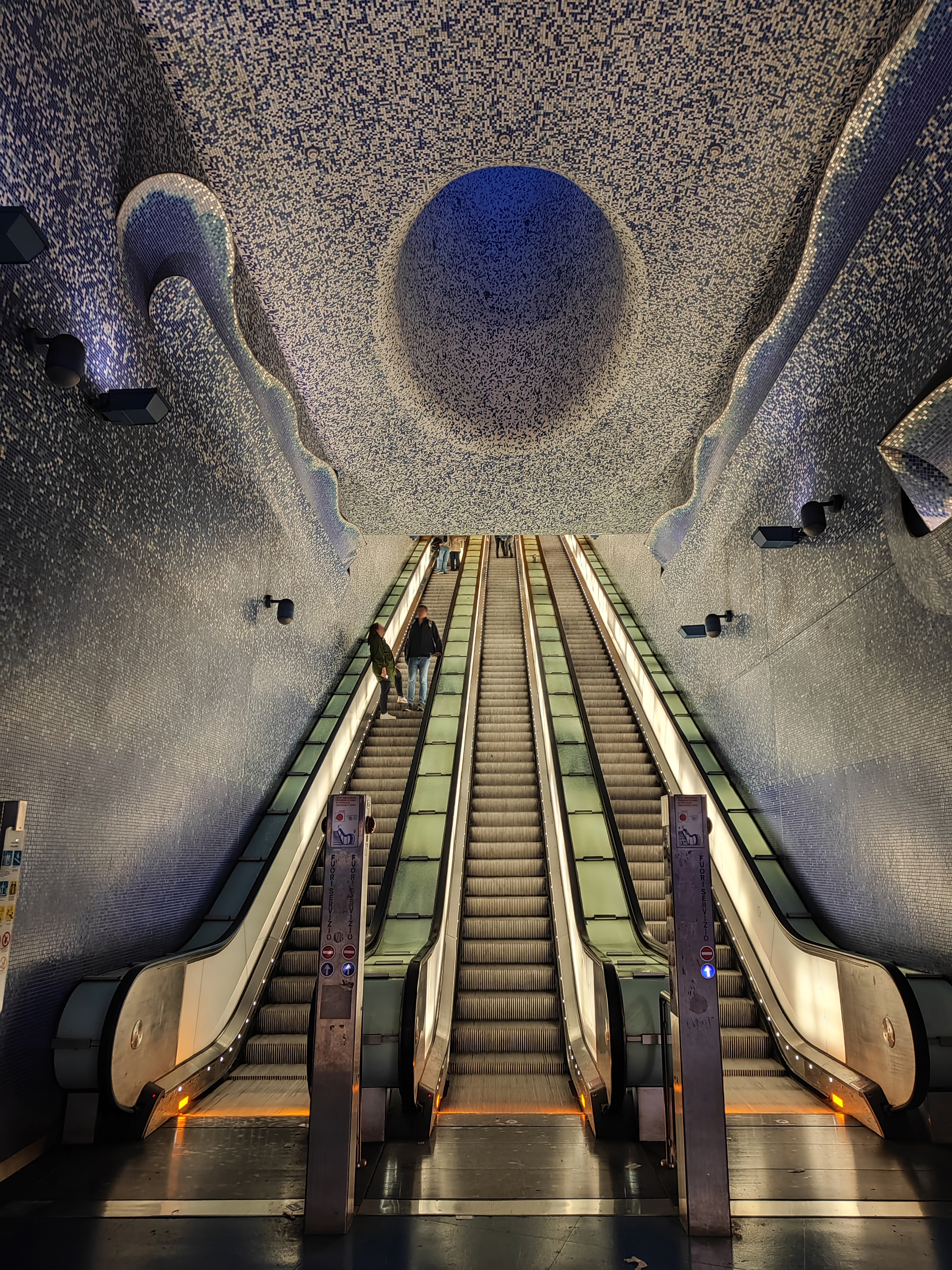
Toledo (L1)
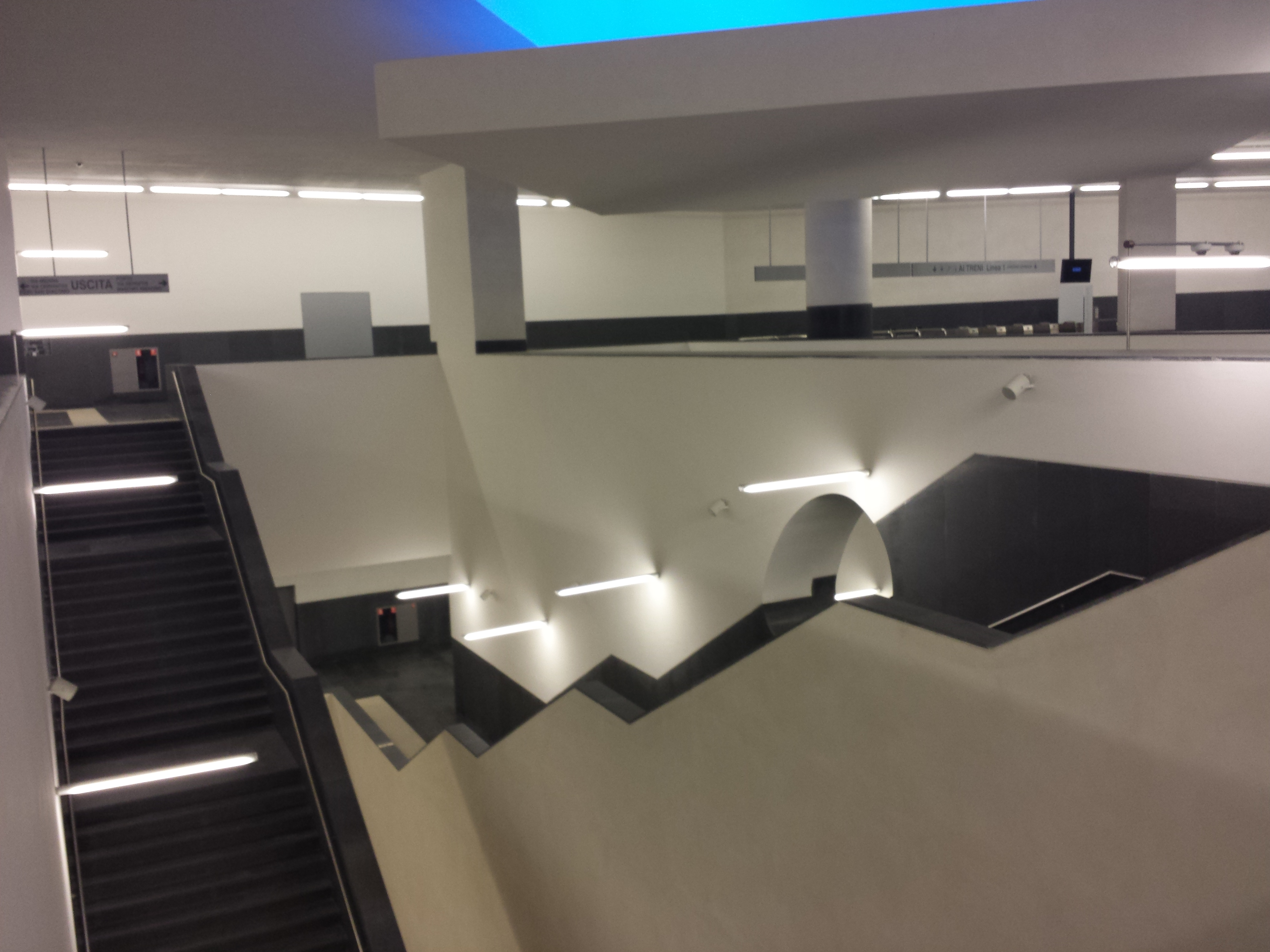
Municipio (L1)
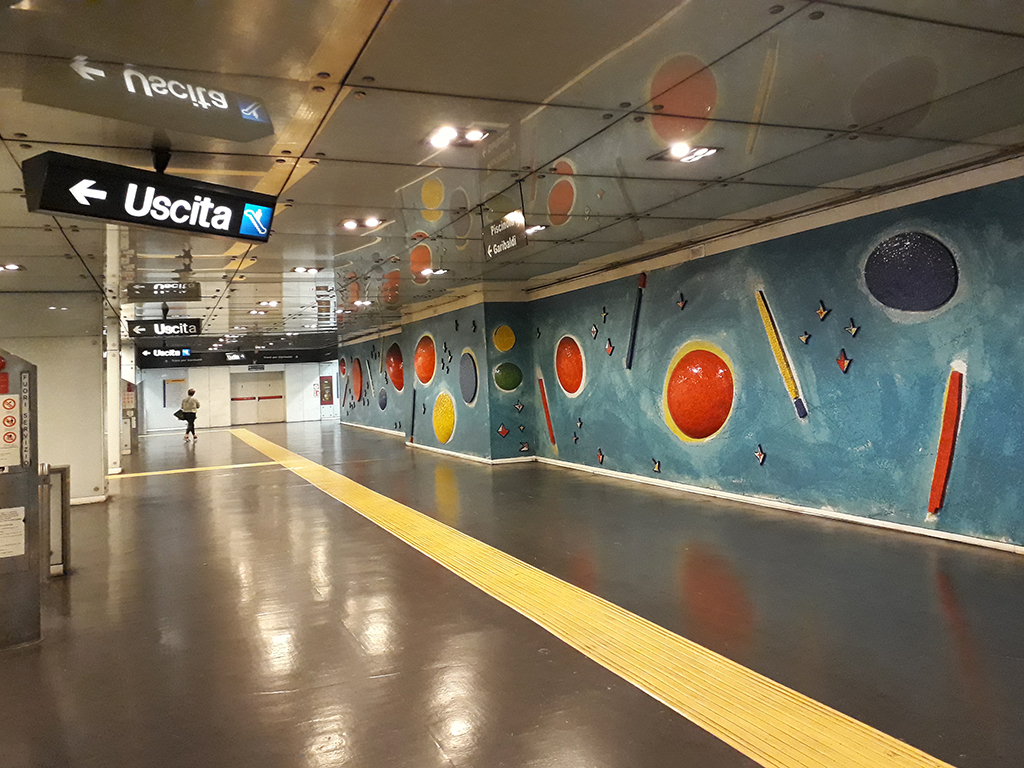
Dante (L1)
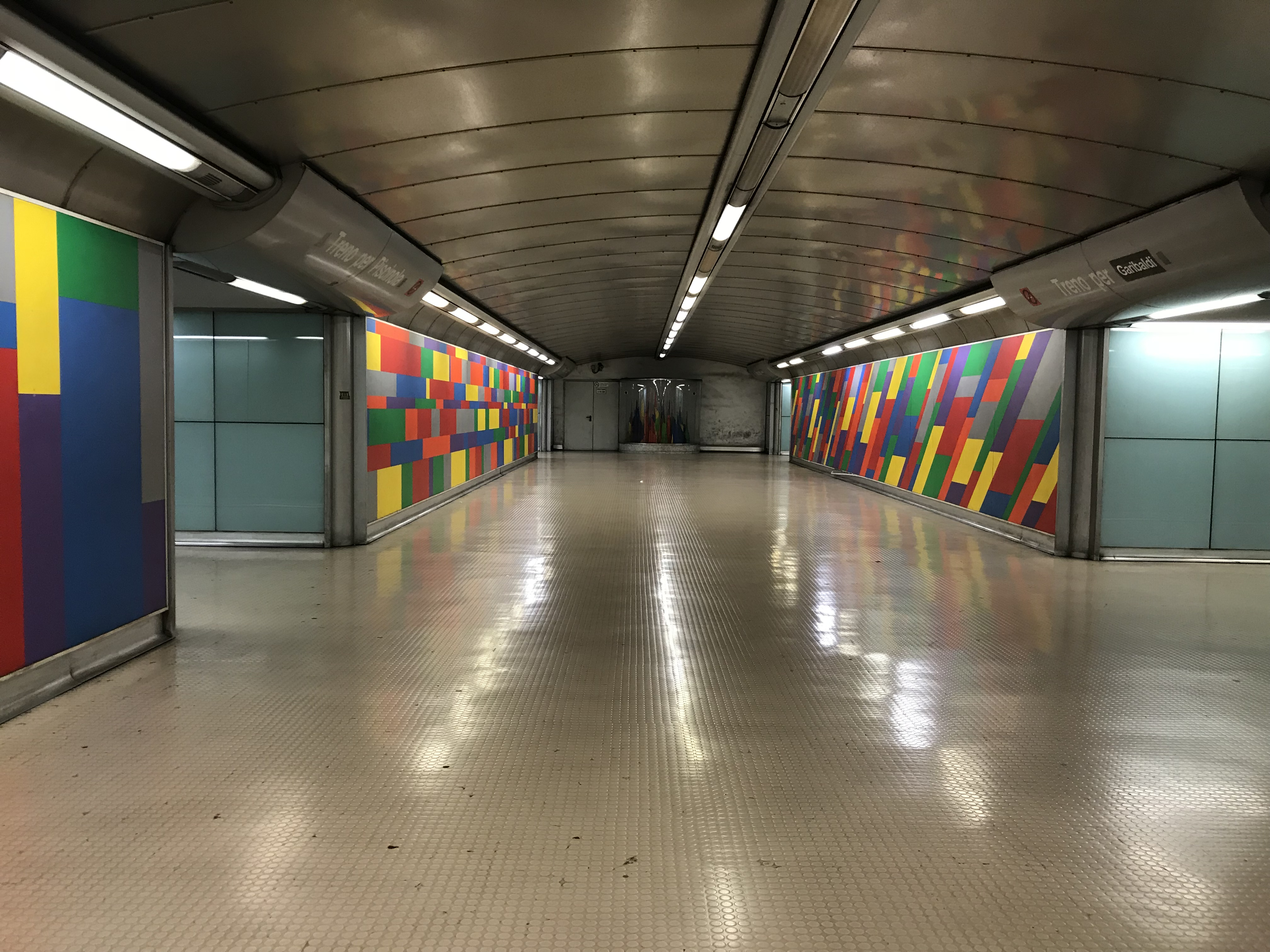
Materdei (L1)
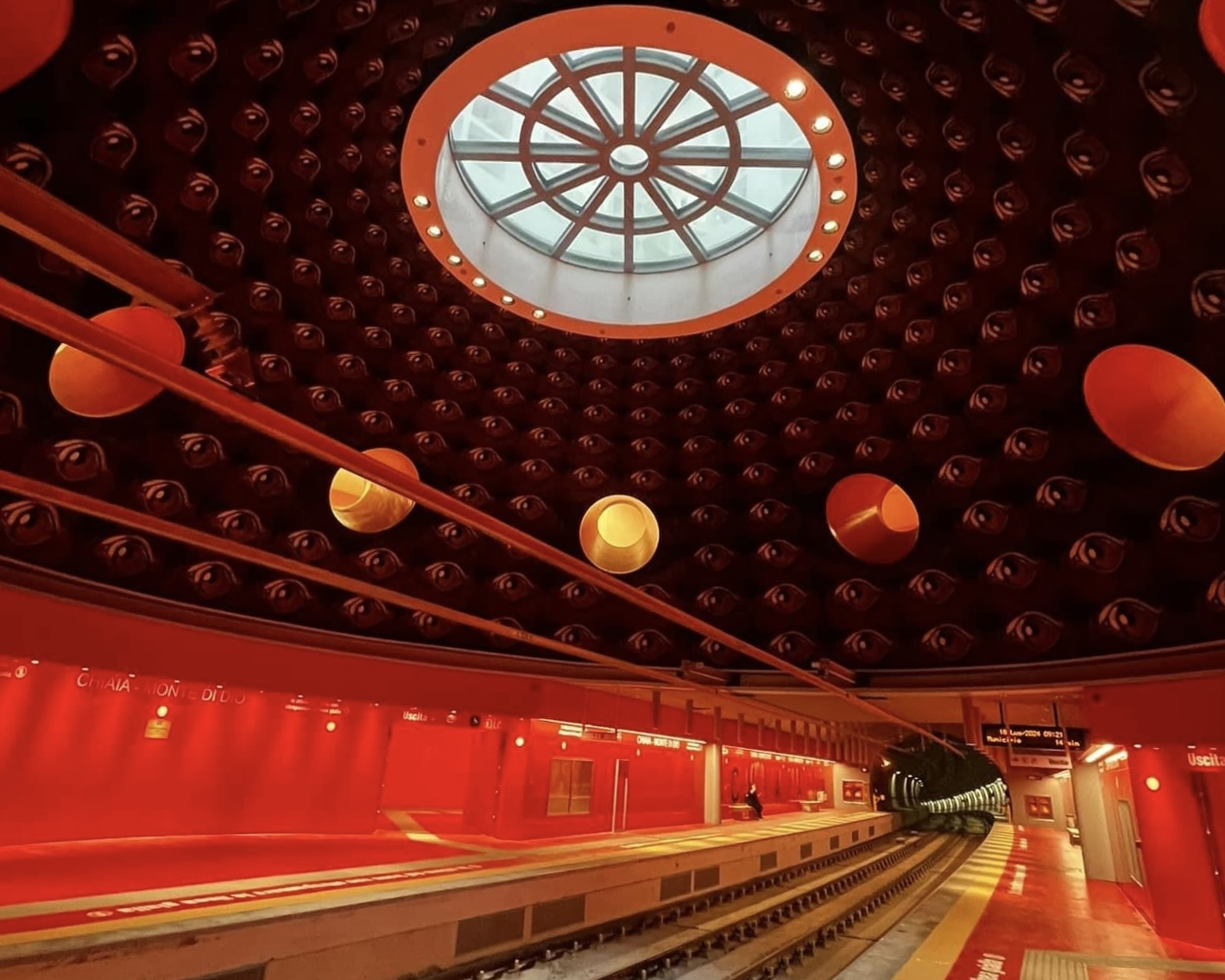
Chiaia-Monte di Dio (L6)
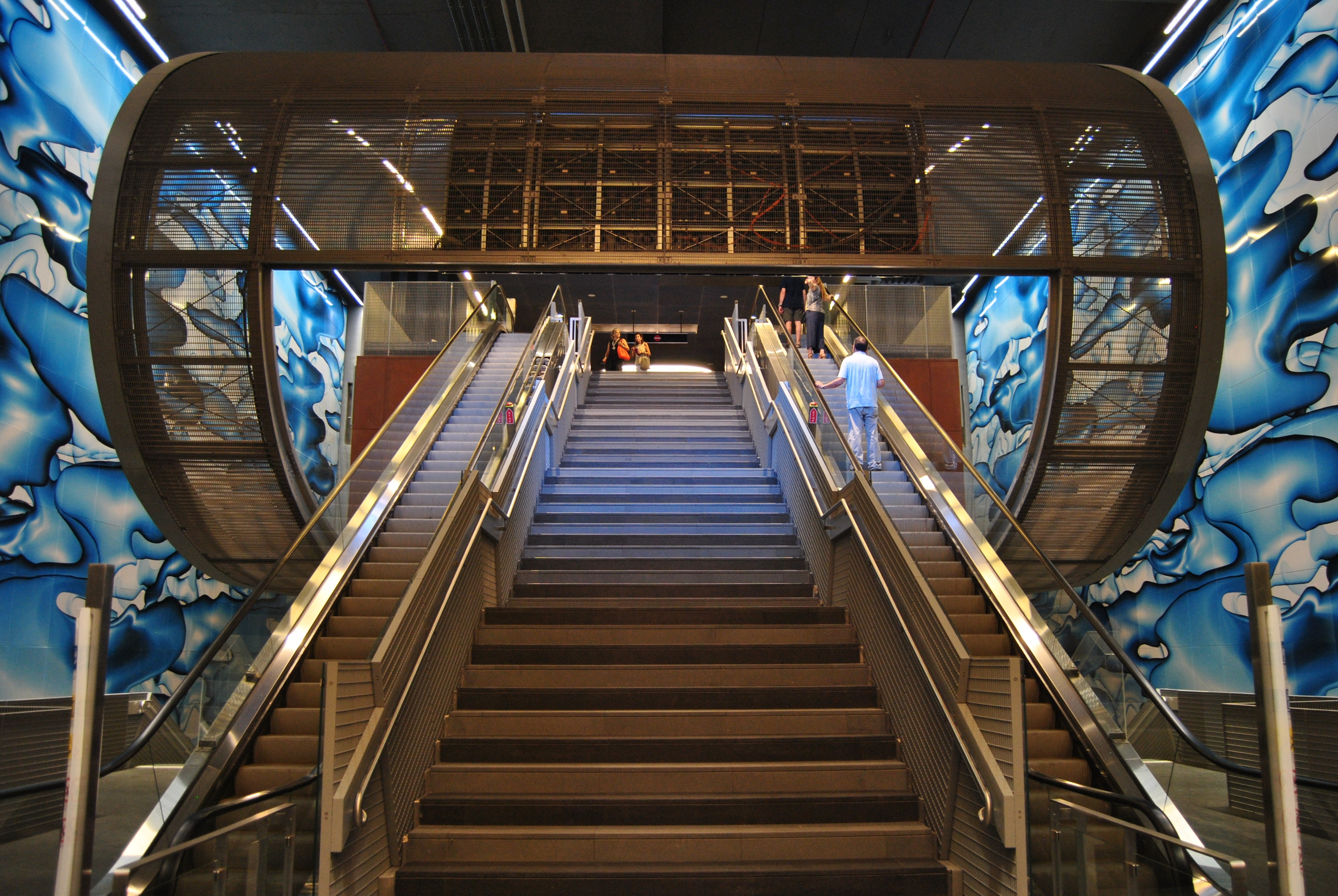
San Pasquale (L6)
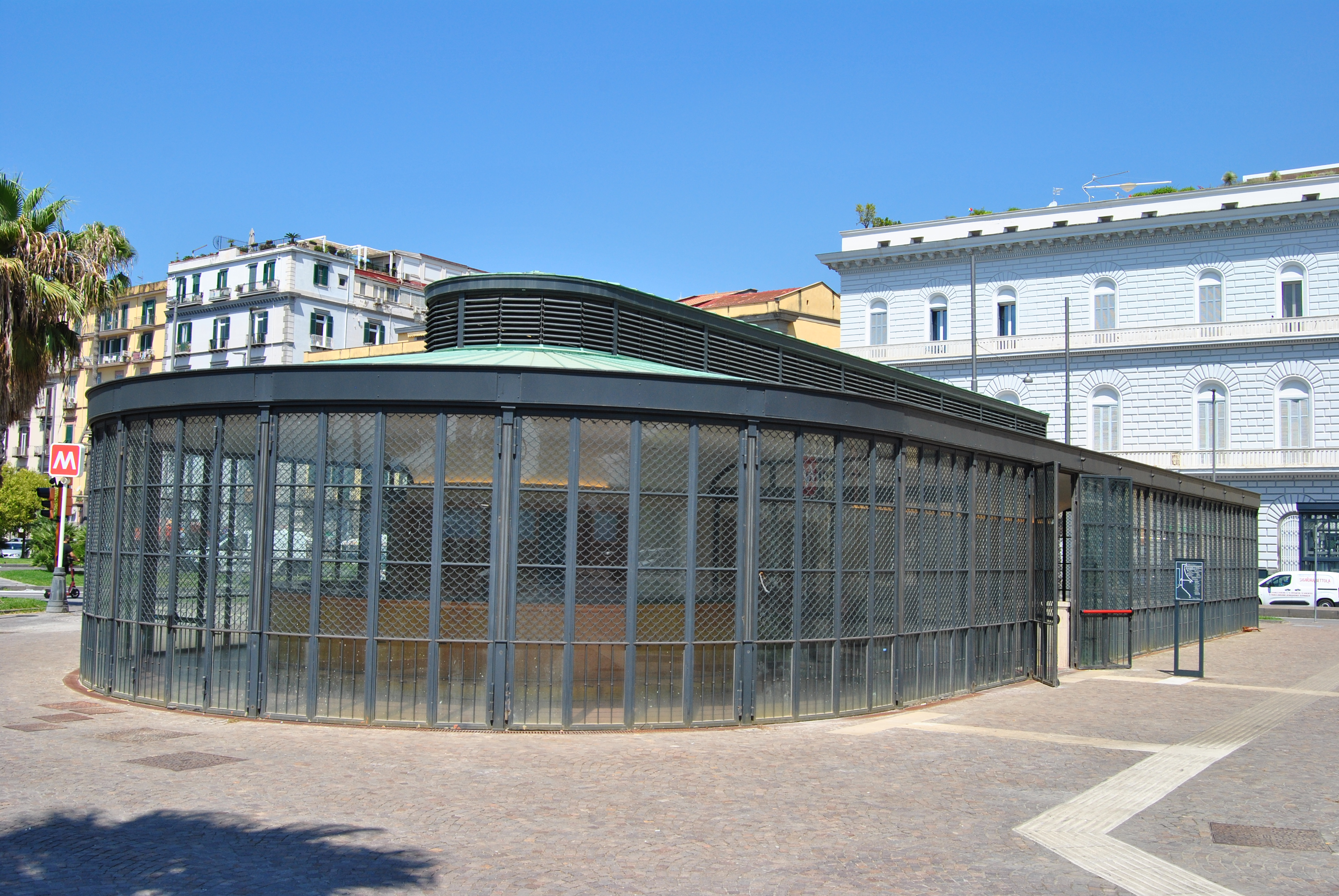
Arco Mirelli (L6)
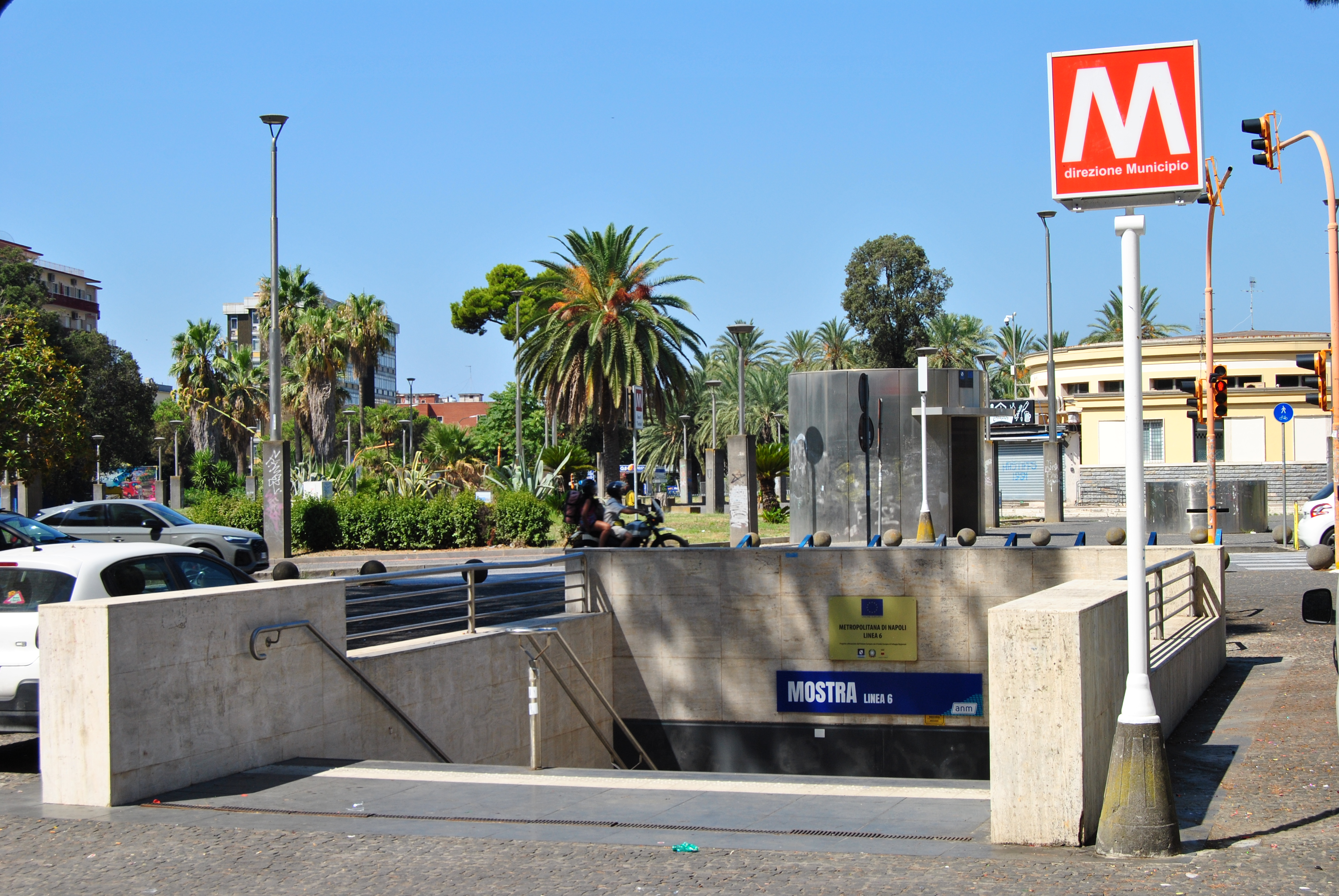
Mostra (L6)
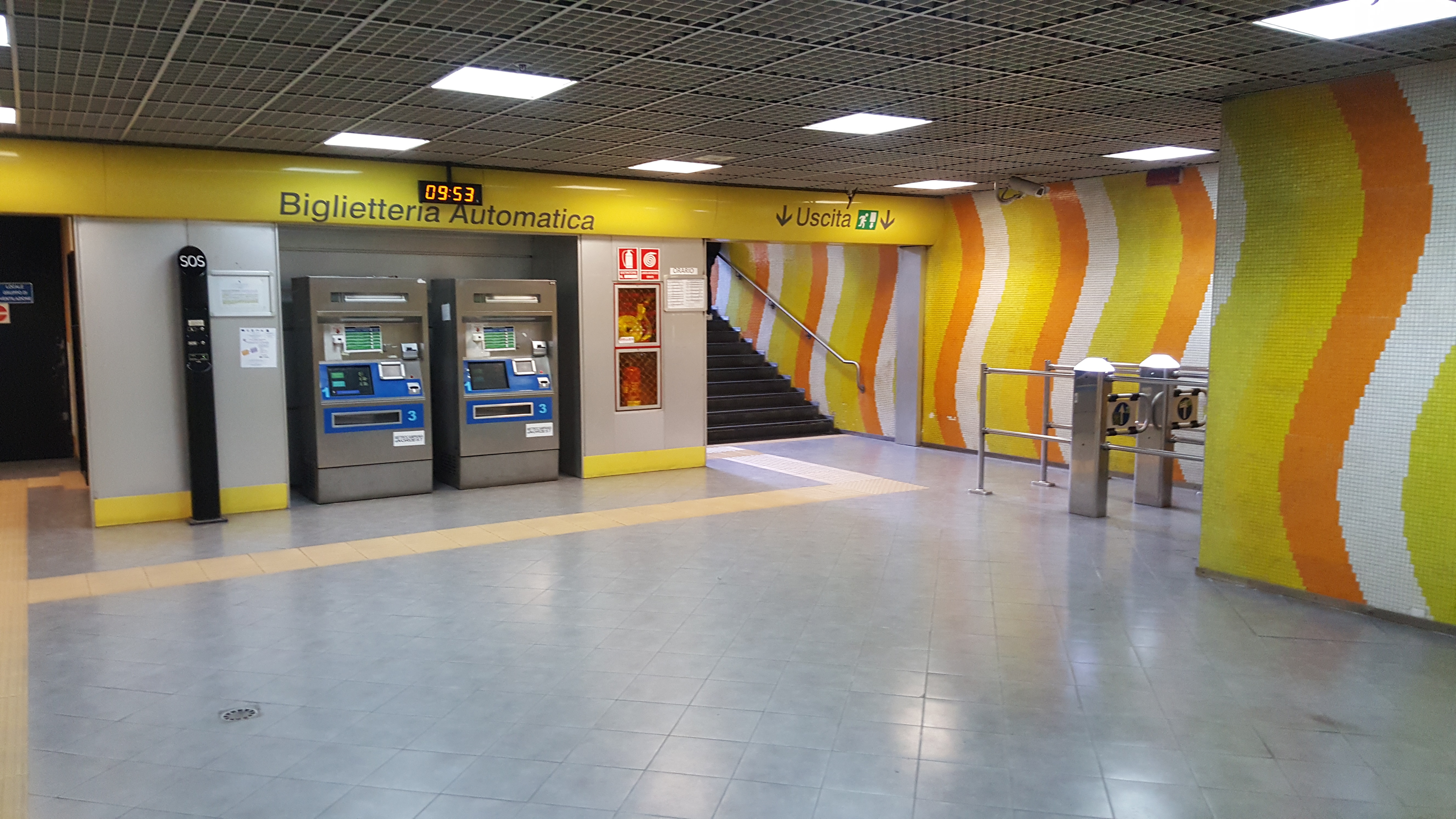
Aversa Centro (L11)